# Rison
Rison is een plaats (city) in de Amerikaanse staat Arkansas, en valt bestuurlijk gezien onder Cleveland County.

## Demografie
Bij de volkstelling in 2000 werd het aantal inwoners vastgesteld op 1271.
In 2006 is het aantal inwoners door het United States Census Bureau geschat op 1319, een stijging van 48 (3,8%).

## Geografie
Volgens het United States Census Bureau beslaat de plaats een oppervlakte van
6,9 km², geheel bestaande uit land. Rison ligt op ongeveer 82 m boven zeeniveau.

## Plaatsen in de nabije omgeving
De onderstaande figuur toont nabijgelegen plaatsen in een straal van 40 km rond Rison.